# Steve Strange

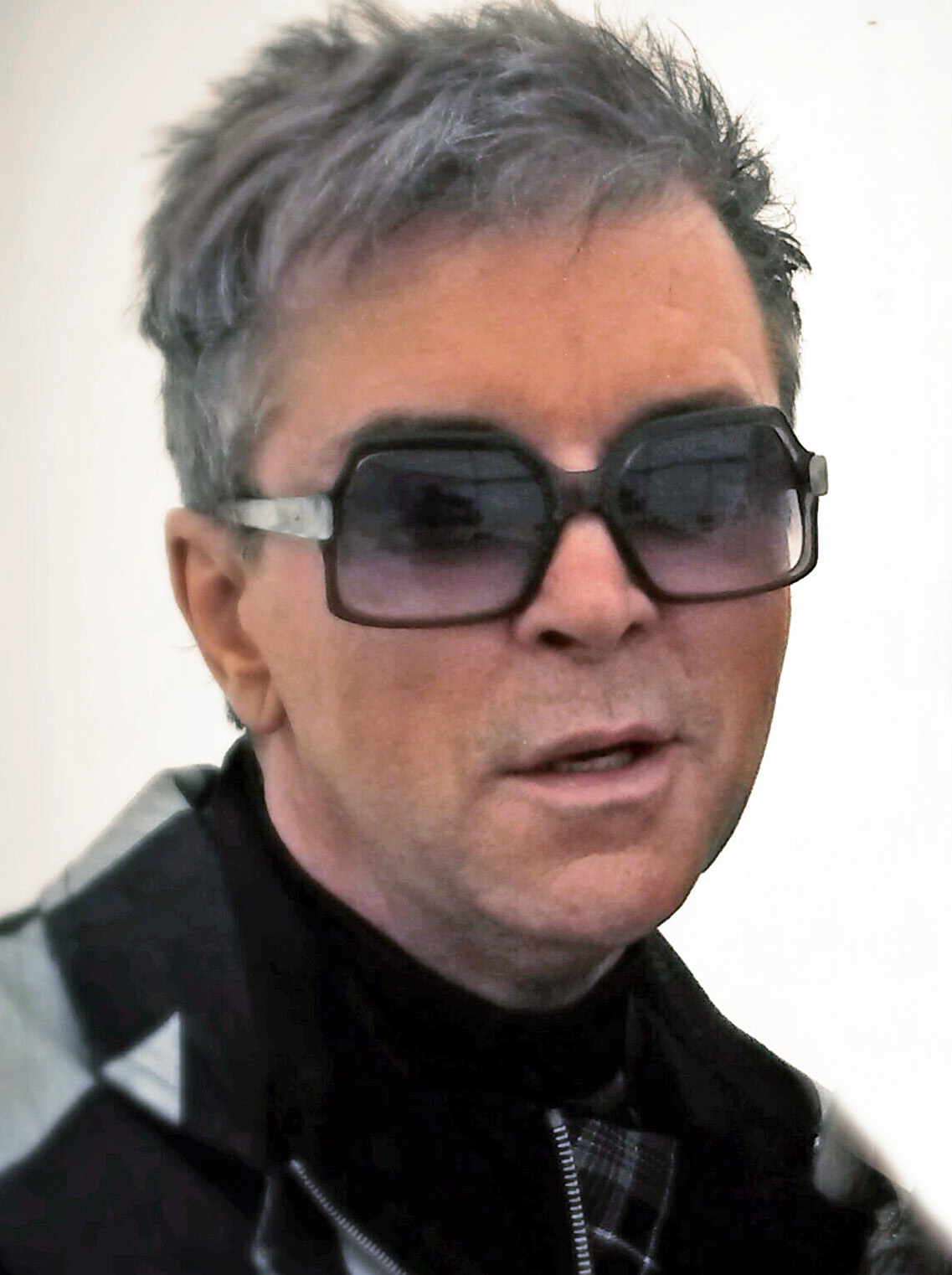
Steve Strange (März 2014)

Steve Strange (eigentlich Steven John Harrington, * 28. Mai 1959 in Porthcawl, Südwales; † 12. Februar 2015 in Scharm El-Scheich, Ägypten) war ein britischer Musiker und Popstar. Bekannt wurde er als Sänger der Band Visage. Er wird als bedeutender Vertreter des New Romantic angesehen; sein Einfluss auf die britische Musik- und Clubszene gilt als bis heute spürbar.

## Leben
Mit 15 verließ er das heimatliche Wales, um nach London zu ziehen. Angeblich hatte ihn Billy Idol dorthin eingeladen. Da er sich aber zunächst nicht entscheiden konnte, wurde er nicht wie geplant Mitglied von dessen Band Generation X. Er arbeitete zunächst für Malcolm McLaren und freundete sich mit Glen Matlock von den Sex Pistols an. Er gestaltete Poster, choreografierte Videos und betrieb mehrere Nachtclubs, darunter das Camden Palace, Billy's und den legendären Poptempel Blitz. Der von der Punkbewegung gelangweilte Strange lud ab Ende 1978 im Billy's, später im Blitz regelmäßig am Wochenende zu einer David-Bowie- und Roxy-Music-Nacht ein. Strange betätigte sich dort als Türsteher und ließ nur Gäste mit einem möglichst extremen und ausgefallenen Outfit eintreten: Der Andrang an Besuchern erwies sich als enorm. Er galt damit als Vorreiter der New Romantic.
Im Blitz lernte er David Bowie kennen, der einerseits mit der Kunstfigur Ziggy Stardust ein stilistisches Vorbild aus Stranges’ Jugendzeit war, andererseits nun seinerseits angetan war von der Ästhetik des New Romantic. In Bowies legendärem Video Ashes to Ashes von 1980 treten auch Strange und andere Clubbesucher auf. Strange schreibt in seiner Autobiografie, dass Bowies Pierrot-Kostüm in dem Video mehr oder weniger eine Kopie von Stranges' Outfit war.
In den frühen 1980er-Jahren wurde Strange mit der Band Visage auch außerhalb der Londoner Clubszene bekannt. Zunächst hatte er sich in der Power-Pop-Band The Photons ausprobiert, bis ihn 1978 Midge Ure und Rusty Egan zu ihrer neu gegründeten Band holten, nachdem sie ihre Vorgängerband Rich Kids aufgelöst hatten. Ende 1980 erschien das erste Album Visage, worauf sich der Titel Fade to Grey befand, mit dem die Band in ganz Europa Anerkennung errang. Im Jahre 1981 wirkte er neben Gillian Scalici im Fernsehfilm Pommi Stern mit. Der Erfolg von Visage ließ sich jedoch nicht lange aufrechterhalten; so löste sich die Band bereits im Frühjahr 1985 auf. Strange gründete daraufhin die Band Strange Cruise mit Wendy Wu, die ebenfalls nur kurze Zeit existierte.
Er ging 1985 nach Ibiza und wurde Teil der sich dort entwickelnden Trance-Szene, organisierte exotische Partys für Stars und betrieb Clubs, ging nach Indien und arbeitete in Schottland.
Als enger Freund von Michael Hutchence von INXS war er von dessen Tod schwer betroffen. Zuvor hatte er bei einem Brand sein gesamtes Hab und Gut verloren. Strange erlitt in der Folge einen Nervenzusammenbruch und ging zurück nach Südwales, wo er zeitweilig obdachlos war. Zudem wurde er mehrfach beim Ladendiebstahl erwischt – unter anderem hatte er versucht, für seinen Neffen einen Teletubby zu stehlen, was von der Boulevardpresse aufgegriffen wurde. 2002 erschien seine Autobiografie Blitzed!. Er gestand auch, dass er während seiner Zeit mit Visage zunächst Kokain, später auch Heroin konsumiert hatte.
Ab 2004 war Strange als Teil der Neugründung von Visage wieder musikalisch tätig und spielte mehrere neue Alben ein. Er trat vor allem auf Retro-Festivals auf und war gelegentlich in Fernsehshows wie Die ultimative Chartshow zu sehen, in welchen er über die Zeit der New Romantics Auskunft gab. Strange verstarb im Februar 2015 mit 55 Jahren nach einem Herzinfarkt in einem Krankenhaus in Scharm El-Scheich, Ägypten.

## Diskografie

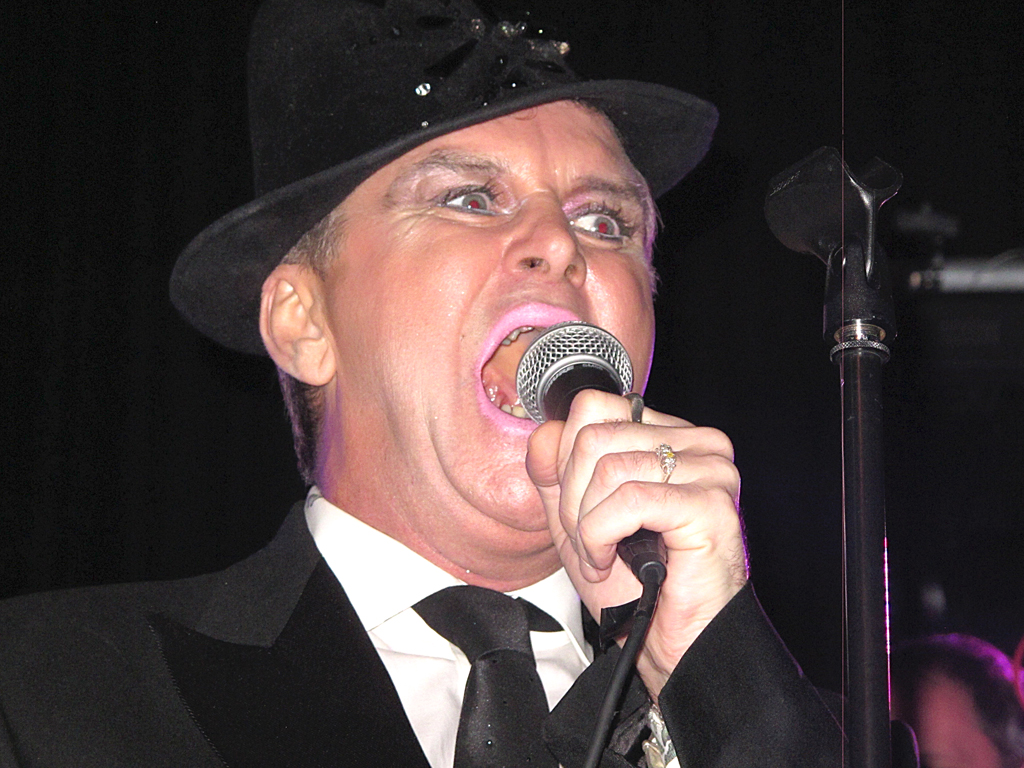
Steve Strange (Februar 2014)

### Studioalben
- Visage (1980)
- The Anvil (1982)
- Beat Boy (1984)
- Strange Cruise (1986)
- Hearts & Knives (2013)
- Orchestral (2014)
- Demons To Diamonds (2015)

### Singles und EPs
- In the Year 2525 (1978)
- Tar (1979)
- Fade to Grey (1980)
- Mind of a Toy (1981)
- Visage (EP, 1981)
- The Damned Don’t Cry (EP, 1982)
- Night Train (EP, 1982)
- Pleasure Boys (EP, 1982)
- Love Glove (EP, 1984)
- Beat Boy (EP, 1984)
- Rebel Blue Rocker (1986)
- The Beat Goes On (1986)
- Cross: Manipulator (1988)
- Bolan Esq (1991)
- Rock Masters: In Your Bed (2005)
- Punx Soundcheck feat. Steve Strange: In The Dark Remixes (2008)
- Shameless Fashion (2013)
- Dreamer I Know (EP, 2013)
- Frequency 7 (reissue) (2013)
- Never Enough (EP, 2013)
- Never Enough (Remixes, 2014)
- Hidden Sign (2014)
- She's Electric (Coming Around) (EP, 2014)
- Fade to Grey (Orchestral) (2014)
- Bottin feat. Steve Strange: Poison Within (2014)

## Filmografie
- The Punk Rock Movie (1978)
- Pommi Stern (1981)
- Whatever Happened to the Gender Benders? (2005)